# Stattzeitung
Stattzeitungen (auch: Stattblatt) entstanden in den 1970er Jahren aus der Bürgerinitiativenbewegung als Mittel einer Gegenöffentlichkeit. Die bereits ab 1971 als Magazin herausgegebene Berliner Stattzeitung Hobo gilt als die erste dieser Art, die meisten anderen wurden, wie das 1974 gegründete Kölner VolksBlatt mit dem stilprägenden Untertitel „Bürgerinitiativen informieren“, in der zweiten Hälfte der 1970er Jahre und noch einige weitere in den frühen 1980er Jahren gegründet (siehe Liste). Ihr Ziel war es, Informationen zu verbreiten, die ansonsten nicht oder kaum in der etablierten Presse Niederschlag fanden. Stattzeitungen entwickelten sich besonders stark in Hochschulstädten und dort, wo es wenige konkurrierende Zeitungen gab. Verbreitet wurden Stattzeitungen meist durch Straßenverkauf oder über Ständer in Kneipen der Alternativen Szene.
Der Übergang zu Stadtmagazinen war von Anfang an fließend (Hobo, Blatt). Bis Ende der 1980er Jahre entwickelten sich viele Stattzeitungen zu kommerziellen Stadtmagazinen, der Schwerpunkt der Berichterstattung verschob sich von gesellschafts- und lokalpolitischen Themen zur Kultur. Eine Ausnahme ist die zu Beginn der 1990er Jahre in Düsseldorf zunächst käuflich erwerbbare, später kostenlos verteilte TERZ.

## Liste namentlich bekannter Stattzeitungen

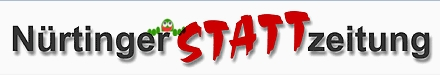
Logo der Nürtinger STATTzeitung (1980–2020)

Logo der Berliner zitty (1977–2020)

Die Liste ist unvollständig – für so manche Stattzeitung findet sich (online) kein Beleg (mehr). Unter den hier aufgeführten sind auch Stattzeitungen, die erst später zu kommerziellen Stadtmagazinen wurden oder sich trotz Definition siehe oben von Anfang an als „Stadtmagazin“ bezeichnet haben; soweit bekannt, ist in Klammern die jeweilige Publikationsdauer angegeben:

### Deutschland
- Andere Zeitung (Stadtmagazin) – Frankfurt am Main (1976–1999)[2]
- Ausbruch – Freiburg (1989–1995)[3]
- Beelzebub – Münster (1979–1983?)[4]
- Blatt – München (1973–1984)
- s´Blättle – Stuttgart (1974–1987)[5]
- StadtBlatt – Bielefeld (1977–2001)[6]
- Bremer Blatt – Bremen (1976–1989)[7]
- Communale – Heidelberg (1975–1988)[8]
- Elephantenklo – Gießen (1977–1987)
- Emscherbote – Gelsenkirchen (1977–1983)[9][10]
- Fürther Freiheit – Fürth (1977–1994)[11]
- Fürther Freie Presse – Fürth (1992–1993)[12]
- FRAZ (Fränkische Wochenzeitung) – Nürnberg (1983–1984)[13]
- De Goblmoo – Bamberg (ab Oktober 1978)[14][15] (Nachfolge-Zeitung seit 1984 „gaz“ – Grün-Alternative-Zeitung)[16]
- Große Freiheit – Zeitung für Hamburg und Umgebung – Hamburg (1976-1981)[17]
- Hiero Itzo (Hier und Jetzt) – Göttingen (1976–1993)[18]
- Hildesheimer Stattblatt – Hildesheim (1979–1991)[19]
- Holzwurm (später Zett) – Recklinghausen (1976–1988)[20][21]
- Hungrige Herzen – Hamburg (1982–2003)[22]
- Jedermann – Wasserburg (1975–1980)[23]
- Kieler Rundschau – Kiel (1980–1988)
- Klenkes – Aachen seit 1975
- Klüngelkerl – Dortmund (1976–1987)[24]
- Komm Zeitung – Nürnberg
- kommiz nachrichten – Fürth (1973–1974)[25][26]
- Knipperdolling – Münster/Westfalen (1975–1981)
- Kölner VolksBlatt – Köln (1974–1999)[27]
- Marabo – Bochum (1978–2005)
- Moin – Mechtersen/ Lüneburg (1981–1989)[28]
- Zeitschrift Nachbarschaft – Schaafheim (1979–1985)[29]
- Nebelhorn – Konstanz (1980–1989)[30], Vorgänger: Neue Seeblätter (ca. 1975 - 1980)
- Nordwind – Oldenburg i.O. (1978–?)[31]
- Nürtinger STATTzeitung – Nürtingen (1980–2020)
- Oxmox – Hamburg (seit 1977)
- PflasterStrand – Frankfurt (1976–1990, aufgegangen im Journal Frankfurt)
- Plärrer – Nürnberg (1978–2017)[32]
- revista - Celle (seit 1999)
- Rumpelblatt - Sonthofen (1977–1980)[33]
- Schädelspalter – Hannover (seit 1976)[34]
- Schanzer Journal – Ingolstadt (1978–1988)
- Der Schlorrendorfer – Berlin (1977–1981)[35]
- De Schnüss – Bonn (seit 1978)
- Schanzenleben – Hamburg; Neben Sabot eine der beiden Vorgängerzeitschriften der Zeck (ab März 1992)
- seemoz (ehemals MoZ)- Konstanz (seit 2007 nur online)[36]
- Spökenkieker – Papenburg (1981–1984)
- Stadtblatt – Osnabrück (seit 1978)
- StadtRevue – Köln (seit 1976)
- Münchner Stadtzeitung – München (1984–1989)
- Standorte – Essen (1981–1984)
- Station to Station – Kiel (1979–2005)
- Stattzeitung – Duisburg (1999/2000)
- Stattzeitung für Südbaden – zunächst Offenburg, dann Südbaden mit Schwerpunkt Freiburg (1989–2010)
- Szene Hamburg – Hamburg (seit 1973)
- Der Tappert – Bayreuth (1980–1983)[37]
- Terz – Düsseldorf (seit 1991)
- Traum-A-Land – Lauda (1977–1983)[38][39]
- Tüte – Tübingen (1980–1992)[40]
- Wahn und Sinn – Weilheim (1980–1983)[41]
- Was Lefft – Erlangen (1976–1999)[42]
- zitty – Berlin (1977–2020; hervorgegangen aus dem ersten deutschen Stadtmagazin, dem Berliner Hobo (ca. 1971–1977 in West-Berlin))

### Österreich
- Stattblatt – Linz (1979–1981)[43]
- Remise Linz (1982–1985) – folgte mit etwa ein halbem Jahr Abstand dem Stattblatt nach.